# كليم باركر
كليم باركر (بالإنجليزية: Clem Parker) هو عداء سريع نيوزيلندي، ولد في 31 ديسمبر 1926، وتوفي في 6 نوفمبر 2017.